# Vardizza
Vardizza (in croato Vardica) è una frazione di circa 30 abitanti, nel comune di Umago. È situata nell'Istria nord-occidentale, nell'attuale omonima regione croata, tra Umago e Buie, attraversata dalla strada che da Giurizzani conduce a Madonna del Carso.